# Bárnai Péter
Bárnai Péter (Kecskemét, 1987. november 7. –) magyar színész.

## Élete
2003–2007 között a kecskeméti Katona József Gimnázium tanulója volt. 2007–2008-ban a Pesti Magyar Színiakadémia növendéke, osztályfőnöke Iglódi István volt. 2009–2014 között a Színház- és Filmművészeti Egyetem hallgatója, Zsámbéki Gábor és Zsótér Sándor osztályában. 2013-tól a Trojka Színházi Társulás tagja.

## Színházi szerepei
- Lorenzo (Shakespeare: A velencei kalmár)
- Guglielmo (Goldoni: Nyári kalandok)
- Szereplő (Meller Rózsi: Meller-hadnagy)
- Togrul vezér (Gozzi: A kígyóasszony)
- Schwarzer; Tanító; Elöljáró; Barnabás apja (Soós-Fekete: A kastély)
- Szereplő (Masteroff: Kabaré)
- Ízek szellemei; Három rabló (Mikó Csaba: Kövérkirály)
- Szereplő (Haikuk)
- Szereplő (Ibsen: Peer Gynt)
- Értelmiségi (DROSZT - Budapest - éjszaka - taxi)
- Lenz (Büchner: Lenz)
- Szereplő: (Dosztojevszkij: Bűn és bűnhődés)
- Philoktétész (Szophoklész: Philoktétész)
- Frászpirin (Vian: Tajtékos napok)
- Szereplő (Kane: Cleansed)
- Sir Harold, Kádi, Főhadnagy (Genet: Said)
- Szereplő (Kafka: DR.)
- Szereplő (Mikó: Offroad)

## Filmjei
- A Nap utcai fiúk  (magyar filmdráma, 2007)
- Pirkadat (magyar tévéfilm sorozat, 2008)
- Laci (magyar kisjátékfilm, 2015)
- Víkend (magyar thriller, 2015)
- A martfűi rém (magyar thriller, 2016)
- Oltári csajok (magyar sorozat, 2017)
- Csak színház és más semmi (magyar sorozat, 2017–2018)
- Bátrak földje (magyar sorozat, 2020)
- Jankovicsok – egy család története (magyar dokumentumfilm, 2021)
- Átjáróház (magyar romantikus vígjáték, 2022)
- Hazatalálsz (magyar sorozat, 2023–2024)